# Sajólénártfalva
Sajólénártfalva (1906-ig csak Lénártfalva, szlovákul: Lenartovce) község Szlovákiában, a Besztercebányai kerületben, a Rimaszombati járásban.

## Fekvése
Tornajától 16 km-re délre, a magyar határ mellett fekszik.

## Története
A település a 13. század második felében, Hanva határában alakult ki. Első írásos említése 1364-ből származik "Kishamva" néven. 1374-ben "Kishanua", 1379-ben "Kis Hanva alias Miklosfalva", 1423-ban "Lenarthfalwa", 1577-ben "Lenarthffalwa aliter Kysabaffalwa" alakban említik a korabeli források. A Lénártfalvy család tulajdonában állt, akik 1427-ben 8 portával bírtak a faluban. A 15. században az Abaffy, Csákányi és a Putnoky családnak voltak itt nagyobb birtokaik. A 16. század közepétől, a Lénártfalvy család kihaltával birtokaik az Abaffy családé lettek.
1566-ban elpusztította a török és rövid időre elnéptelenedett, de a század végére már ismét lakott volt. A török hódoltság részeként a füleki szandzsákhoz tartozott. 1672-ben Nagy Ádám kuruc serege pusztította, majd 1683-ban a török ellen vonuló lengyel-litván hadak okoztak pusztítást. 1709-ben és 1711-ben a pestis pusztított. A járvány 1740-ben újra visszatért és a lakosság kétharmadát követelte. 1773-ban 13 jobbágy és 2 zsellércsalád élt a községben. 1785-ben 61 családja és 345 lakosa volt.
Vályi András szerint "LÉNÁRTFALVA. Magyar falu Gömör Várm. földes Urai Abafi, és több Uraságok, számos Nemesek lakják, lakosai katolikusok, és többnyire reformátusok, fekszik Sajó vize partyán, Rimaszétstől egy, Putnoktól két órányira, földgye meg lehetős, réttyei jók, piatzozása hasznos 5 1/2 mértföldnyire Rozsnyón, legelője nagy berkekben van, fája nints, malma közel, jó lovakat, ’s tzímeres szarvas marhákat nevelnek."
1827-ben egy tűzvészben a teljes falu leégett. 1828-ban 74 házában 595 lakos élt, akik főként mezőgazdasággal foglalkoztak.
Fényes Elek szerint "Lénárdfalu, magyar f., Gömör vgyében, Bánrévi helységgel határos, Rimaszombattól Putnok felé vivő országutban, Sajó vize mellett: rónaságon fekszik. Díszesíti e helységet Abafi János úri laka. Lakosok száma 459, nehány lelket kivéve mind reformatusok s eredet szülte magyarok. Van 6 2/8 urbéri, 13 5/8 majorsági telek és 6 majorsági jobbágy, 29 zsellér, 3 lakó; 256 hold erdő. Szántófölde bőven megterem mindent; rétje jó s elegendő takarmányt ad. Birják: Abaffi János és Jankovics Antal urakon kivül a ns Molnár és Babus család."
Gömör-Kishont vármegye monográfiája szerint "Lénártfalva, sajóvölgyi magyar kisközség, 127 házzal és 584 ev. ref. és róm. kath. vallású lakossal. E községet 1379-ben I. Lajos király az Abaffyaknak adományozta és ekkor Kis-Hanva volt a község neve. Mai nevét a XV. század elején élt Abaffy Lénárt-tól vette. Már a XV. század elején mai nevén van említve. Ez időbeli földesurai az Abaffyak, a Jánosfalvyak, azután a Fügedyek, de 1480-ban a Csákányi családot is itt találjuk. Későbbi birtokosai az Abaffyakon kívül a Jankovics, Molnár és Babus családok. Most Abaffy Máriának, özv. Fodor Ágostonnénak van itt nagyobb birtoka és úrilaka. A községben két templom van. A református 1799-ben, a róm. katholikus 1747-ben épült. 1827-ben az egész község leégett. Postája, távírója és vasúti állomása Bánrévén van."
Fellendülést hozott a községnek a Bánréve-Fülek, majd a Bánréve-Rozsnyó vasútvonal megépülése 1874-ben. Vasútállomása azonban csak 1920-ban lett Lénártfalvának. A község nevét 1906-ban Lénártfalváról Sajólénártfalvára változtatták. A trianoni békeszerződésig Gömör-Kishont vármegye Putnoki járásához tartozott. 1938 és 1944 között újra Magyarország része.

## Népessége
| Év:            | 1994. | 2004.   | 2014.   | 2024.   |
| -------------- | ----- | ------- | ------- | ------- |
| Emberek száma: | 508   | 550     | 549     | 568     |
| Eltérés:       |       | +8,26 % | -0,18 % | +3,46 % |

| Év:            | 2023. | 2024.   |
| -------------- | ----- | ------- |
| Emberek száma: | 560   | 568     |
| Eltérés:       |       | +1,42 % |

1910-ben 559-en, túlnyomórészt magyarok lakták.
2001-ben 546 lakosából 426 magyar és 81 roma. 
2011-ben 543 lakosából 507 magyar és 20 szlovák.
2021-ben 542 lakosából 455 magyar (84%), 43 cigány, 36 szlovák, 1 cseh, 7 ismeretlen nemzetiségű.

## Nevezetességei
- Református temploma 1907-ben épült.
- Római katolikus temploma 1747-ben épült.

## Képtár

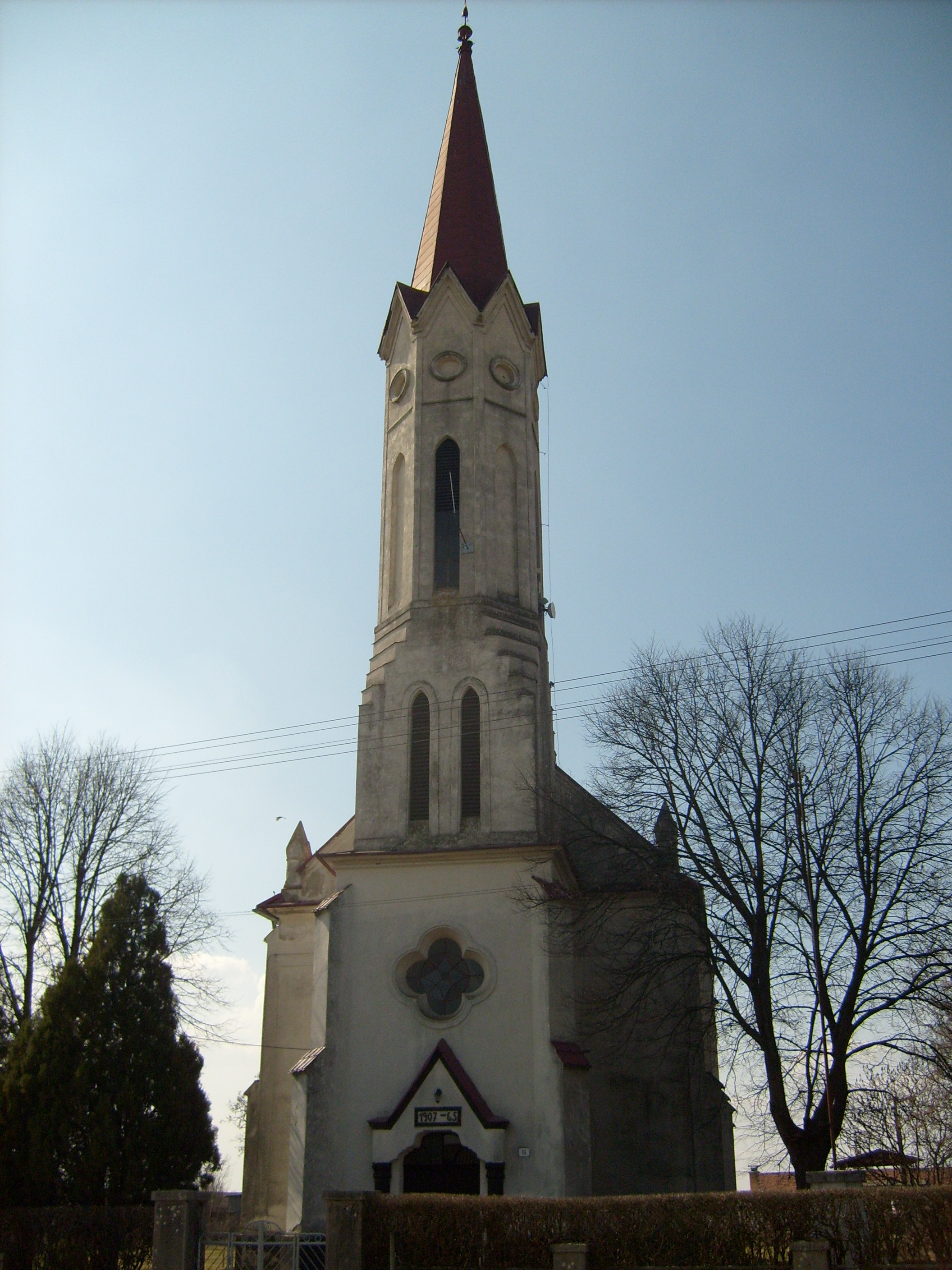
A református templom
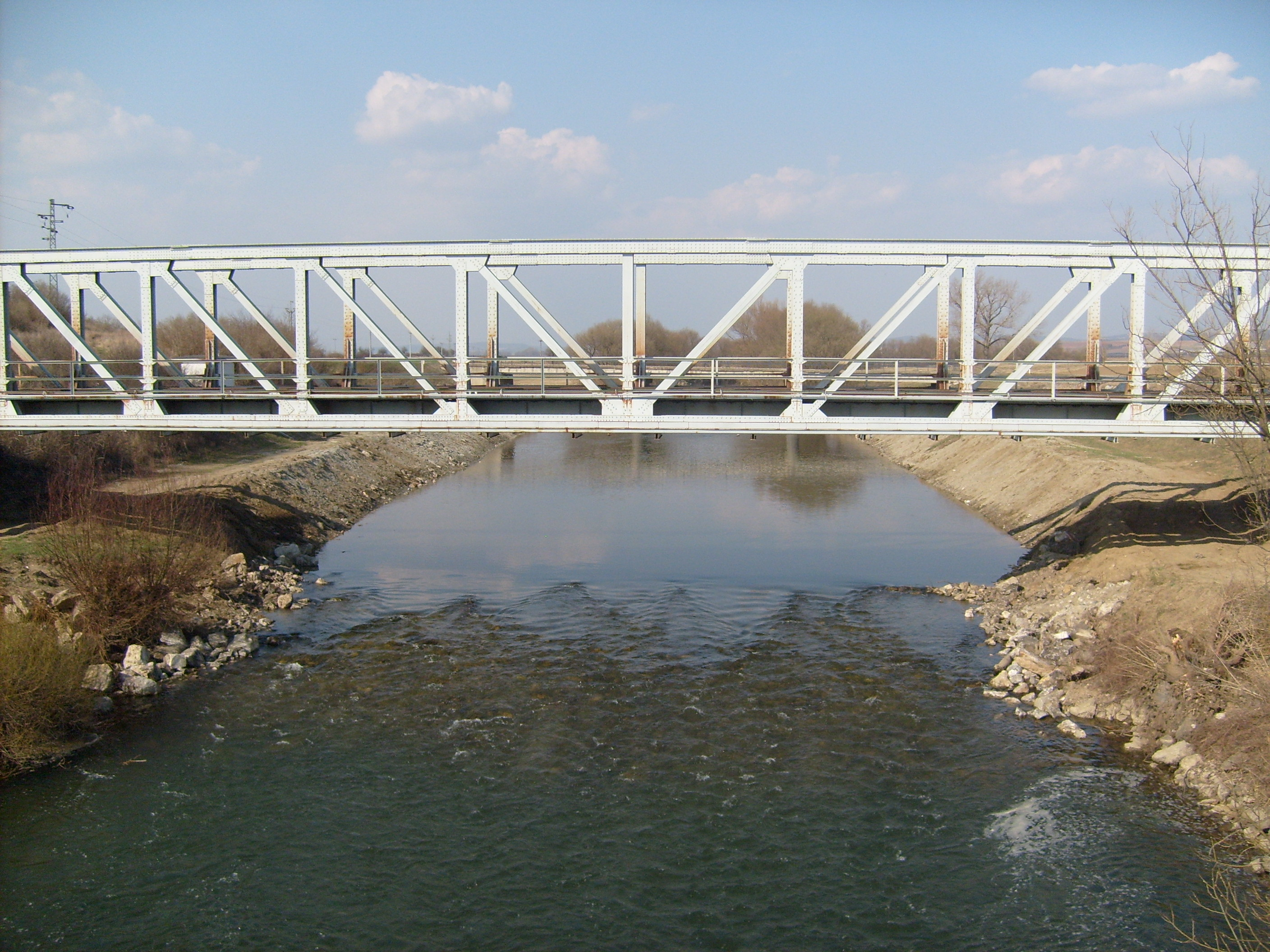
Vasúti híd a Sajón
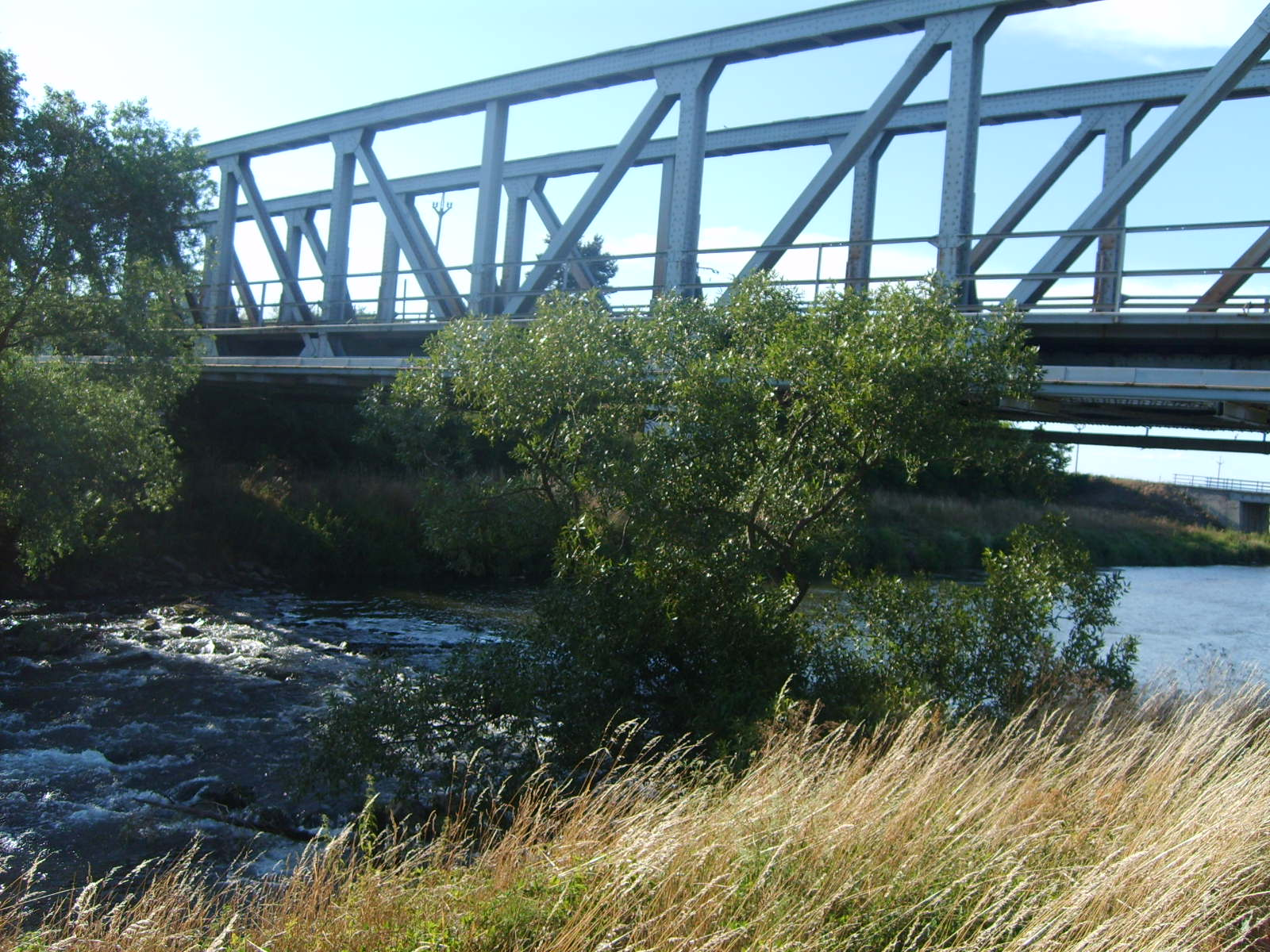
Vasúti híd Lénártfalva előtt
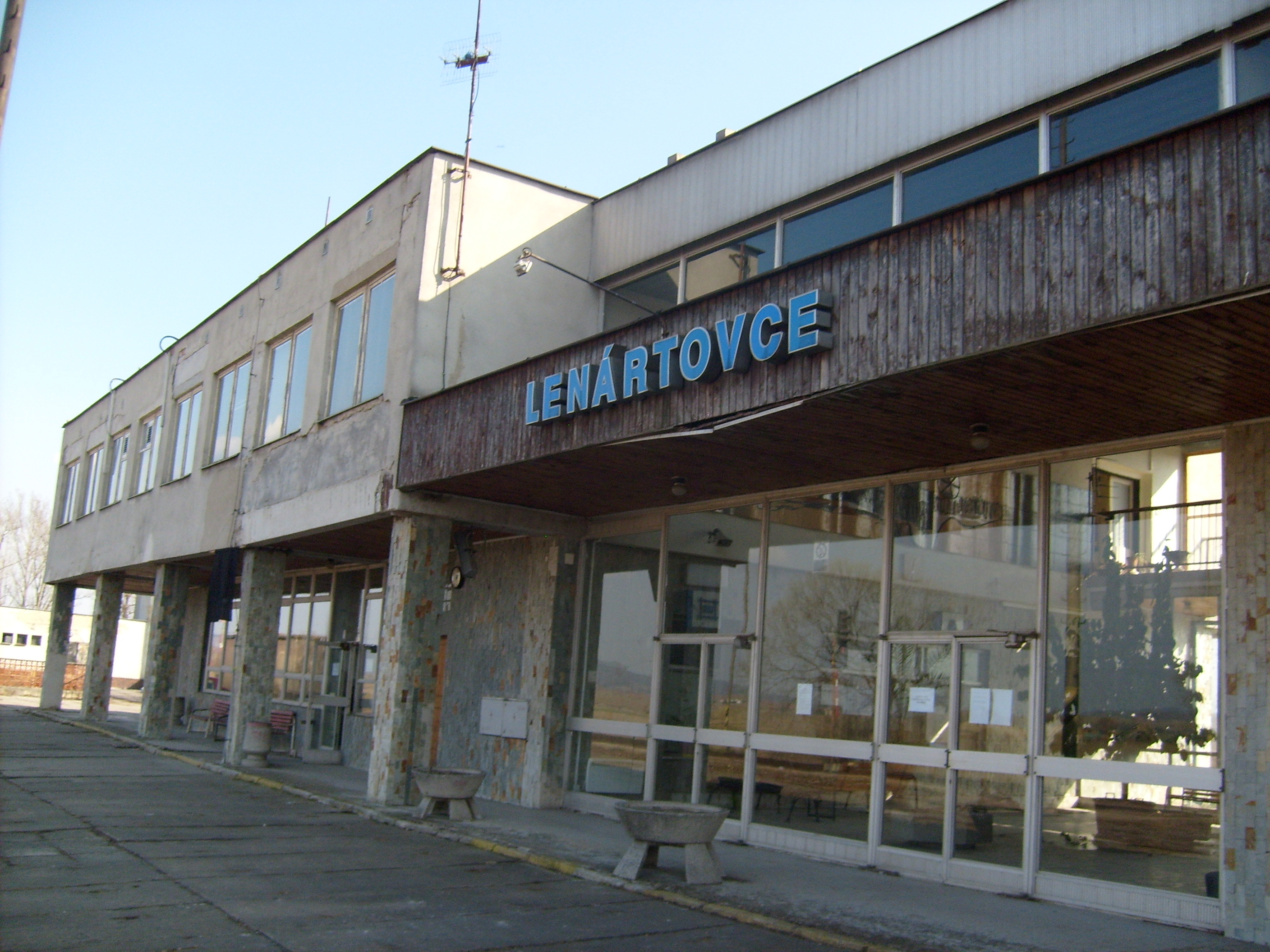
A vasútállomás épülete